# Jana Blahová
Jana Blahová (Hradec Králové, 22 de noviembre de 1984) es una deportista checa que compitió en piragüismo en la modalidad de aguas tranquilas. Ganó una medalla de plata en el Campeonato Mundial de Piragüismo de 2006, en la prueba de K2 500 m.

## Palmarés internacional
| Campeonato Mundial | Campeonato Mundial | Campeonato Mundial | Campeonato Mundial |
| Año                | Lugar              | Medalla            | Competición        |
| ------------------ | ------------------ | ------------------ | ------------------ |
| 2006               | Szeged (Hungría)   | Medalla de plata   | K2 500 m           |